# Holly Case
Holly A. Case – amerykańska historyczka. W 1997 ukończyła studia pierwszego stopnia na Mount Holyoke College. Edukację kontynuowała na Stanford University, gdzie w 2000 ukończyła studia drugiego stopnia, a w 2004 uzyskała stopień doktora. Od lipca 2004 wykłada na Cornell University. Specjalizuje się w najnowszej historii Europy Środkowowschodniej i Południowowschodniej. Autorka książki Between States: The Transylvanian Question and the European Idea during World War II (2009). Jej teksty ukazywały się na łamach takich czasopism jak "European Studies Forum", "Archives européennes de sociologie", "Austrian Studies Newsletter", "Business History Review" i "Slovene Studies".